# Zaoziorsk
Zaoziorsk ros.: Заозёрск (Североморск-7, Мурманск-150, Западная Лица) – miasto (od 1981) w Federacji Rosyjskiej w obwodzie murmańskim, w pobliżu ujścia rzeki Licy do Zalewu Motowskiego, na Morzu Barentsa, miasto zamknięte.
Założone w 1958 jako baza marynarki wojennej (1 Flotylli odznaczonej Orderem Czerwonego Sztandaru Floty Północnej ZSRR) Zapadnaja Lica (ujście rzeki Lica znajduje się w fiordzie o nazwie Zapadnaja Lica, była tam wcześniej osada rybacka także o tej nazwie). Znane jako Siewieromorsk-7, Murmańsk-150. Od 1994 Zaoziorsk.